# 格伦德尔塞
格伦德尔塞是奥地利施蒂利亚州利岑县的一个市镇。总面积151.54平方公里，总人口1198人，人口密度8人/平方公里（2017年）。